# Бангкок Банк
«Бангкок Банк» (тай. สโมสรฟุตบอลธนาคารกรุงเทพ) — тайський футбольний клуб з міста Бангкок. Заснований 1955 року і більшу частину часу виступав у Прем'єр Лізі. 2008 року, після вильоту, припинив своє існування. Домашні матчі проводив на стадіоні «Бангкок Банк», що вміщає 2 000 глядачів.

## Досягнення
- Чемпіон Таїланду: 1997
- Переможець королівського кубка Кхор: 1964, 1966, 1967, 1969, 1970, 1981, 1984, 1986, 1989, 1994, 1996,
- Переможець королівського кубка Кор: 1964, 1966, 1967, 1981, 1984, 1986, 1989, 1994
- Переможець Кубка Королеви: 1970, 1983, 2000
- Переможець Кубка Футбольної асоціації Таїланду: 1980, 1981, 1998
- Переможець Кубка Ліги: 1988